# 兴丰街道
兴丰街道是中国北京市大兴区下辖的一个街道。

## 行政区划
兴丰街道下辖25个社区：团河、南湖园、新安里、双河北里、双河南里、观音寺、观音寺南里、富强东里、富强南里、富强西里、黄村中里、黄村西里、兴华东里、兴华中里、兴政北里、林校北里、车站北里、建兴、京南、永华北里。
兴丰街道作为大兴区最老的街道之一，如今已是大兴区最大的商业中心，街道有帝园商城，星城商厦，火神庙商业中心，成为了大兴区人民主要购物，休闲，娱乐的场所，政府为了缓解交通压力以及减少交通事故的发生，在街道的十字路口处修建了口字形天桥并且配有给伤残人士的直梯。